# يانغان
يانغان (بالصينية: 永安)، هي مدينة على مستوى المقاطعة [الإنجليزية] في مقاطعة فوجيان الغربية الوسطى في جمهورية الصين الشعبية. تقع على نهر شا، وهو أحد روافد نهر مين (فوجيان) [الإنجليزية].

## المناخ
يظهر الجدول التالي التغييرات المناخية على مدار السنة ليانغان:
| البيانات المناخية لـيانغان                     | البيانات المناخية لـيانغان | البيانات المناخية لـيانغان | البيانات المناخية لـيانغان | البيانات المناخية لـيانغان | البيانات المناخية لـيانغان | البيانات المناخية لـيانغان | البيانات المناخية لـيانغان | البيانات المناخية لـيانغان | البيانات المناخية لـيانغان | البيانات المناخية لـيانغان | البيانات المناخية لـيانغان | البيانات المناخية لـيانغان | البيانات المناخية لـيانغان |
| الشهر                                          | يناير                      | فبراير                     | مارس                       | أبريل                      | مايو                       | يونيو                      | يوليو                      | أغسطس                      | سبتمبر                     | أكتوبر                     | نوفمبر                     | ديسمبر                     | المعدل السنوي              |
| ---------------------------------------------- | -------------------------- | -------------------------- | -------------------------- | -------------------------- | -------------------------- | -------------------------- | -------------------------- | -------------------------- | -------------------------- | -------------------------- | -------------------------- | -------------------------- | -------------------------- |
| الدرجة القصوى °م (°ف)                          | 30.4 (86.7)                | 31.0 (87.8)                | 34.5 (94.1)                | 36.0 (96.8)                | 37.1 (98.8)                | 38.2 (100.8)               | 39.8 (103.6)               | 39.5 (103.1)               | 38.9 (102.0)               | 37.3 (99.1)                | 34.9 (94.8)                | 28.2 (82.8)                | 39.8 (103.6)               |
| متوسط درجة الحرارة الكبرى °م (°ف)              | 15.2 (59.4)                | 16.3 (61.3)                | 20.3 (68.5)                | 25.2 (77.4)                | 28.4 (83.1)                | 31.5 (88.7)                | 34.6 (94.3)                | 33.8 (92.8)                | 30.9 (87.6)                | 26.7 (80.1)                | 21.4 (70.5)                | 16.9 (62.4)                | 25.1 (77.2)                |
| المتوسط اليومي °م (°ف)                         | 9.7 (49.5)                 | 11.2 (52.2)                | 15.0 (59.0)                | 19.7 (67.5)                | 23.1 (73.6)                | 26.0 (78.8)                | 28.2 (82.8)                | 27.4 (81.3)                | 25.0 (77.0)                | 20.8 (69.4)                | 15.4 (59.7)                | 10.7 (51.3)                | 19.4 (66.9)                |
| متوسط درجة الحرارة الصغرى °م (°ف)              | 6.1 (43.0)                 | 7.9 (46.2)                 | 11.5 (52.7)                | 16.0 (60.8)                | 19.4 (66.9)                | 22.3 (72.1)                | 23.6 (74.5)                | 23.3 (73.9)                | 21.2 (70.2)                | 16.9 (62.4)                | 11.5 (52.7)                | 6.7 (44.1)                 | 15.5 (60.0)                |
| أدنى درجة حرارة °م (°ف)                        | −4.4 (24.1)                | −2.9 (26.8)                | −2.3 (27.9)                | 4.4 (39.9)                 | 9.5 (49.1)                 | 12.7 (54.9)                | 20.2 (68.4)                | 16.7 (62.1)                | 13.0 (55.4)                | 2.4 (36.3)                 | −1.7 (28.9)                | −6.0 (21.2)                | −6.0 (21.2)                |
| الهطول مم (إنش)                                | 56.9 (2.24)                | 110.3 (4.34)               | 199.2 (7.84)               | 209.7 (8.26)               | 256.2 (10.09)              | 224.7 (8.85)               | 101.5 (4.00)               | 158.4 (6.24)               | 102.6 (4.04)               | 61.6 (2.43)                | 41.6 (1.64)                | 41.2 (1.62)                | 1٬563٫9 (61.59)            |
| متوسط أيام هطول الأمطار (≥ 0.1 mm)             | 11.1                       | 14.5                       | 18.3                       | 18.7                       | 19.0                       | 17.1                       | 12.2                       | 14.4                       | 12.0                       | 8.3                        | 7.3                        | 7.9                        | 160.8                      |
| متوسط الرطوبة النسبية (%)                      | 80                         | 81                         | 82                         | 81                         | 81                         | 80                         | 75                         | 78                         | 79                         | 78                         | 80                         | 80                         | 80                         |
| ساعات سطوع الشمس الشهرية                       | 96.8                       | 79.3                       | 86.6                       | 102.4                      | 124.1                      | 148.0                      | 232.3                      | 206.2                      | 162.1                      | 148.9                      | 124.3                      | 118.3                      | 1٬629٫3                    |
| نسبة وصول أشعة الشمس                           | 29                         | 25                         | 23                         | 27                         | 30                         | 36                         | 55                         | 51                         | 44                         | 42                         | 38                         | 36                         | 37                         |
| المصدر #1: China Meteorological Administration |                            |                            |                            |                            |                            |                            |                            |                            |                            |                            |                            |                            |                            |
| المصدر #2: Weather China                       |                            |                            |                            |                            |                            |                            |                            |                            |                            |                            |                            |                            |                            |